# Czesław Biliński
Czesław Biliński (ur. 15 lipca 1954 w Prudniku, zm. 15 marca 2021) – polski koszykarz, występujący na pozycji środkowego, wicemistrz Polski, wychowanek Pogoni Prudnik.

## Osiągnięcia
- Mistrz opolszczyzny juniorów (1970)[3]
- Wicemistrz Polski (1975)[3]